# Stefania Proietti
Stefania Proietti (Assisi, 5 gennaio 1975) è una politica e funzionaria italiana, presidente della Regione Umbria dal 2 dicembre 2024.
Dal 2016 al 2024 è stata sindaca di Assisi e dal 2021 al 2024 presidente della Provincia di Perugia.

## Biografia
Stefania Proietti è originaria di Assisi (Perugia). Dopo aver conseguito il diploma di maturità scientifica, ha proseguito gli studi presso l’Università degli Studi di Perugia, dove si è laureata in ingegneria meccanica e ha successivamente ottenuto un dottorato di ricerca in ingegneria industriale e un master universitario di secondo livello in gestione dei sistemi energetici. È sposata e ha due figli.

### Attività accademica e scientifica
Proietti svolge attività di ricerca e insegnamento universitario da oltre due decenni, con un focus su temi legati all’energia, alla sostenibilità ambientale, al cambiamento climatico e alle fonti rinnovabili. È coautrice di oltre cinquanta pubblicazioni scientifiche e detentrice di brevetti nel settore energetico.
Nel corso della sua carriera ha ricoperto incarichi di docenza e coordinamento in ambito accademico, collaborando alla supervisione di tesi e progetti di ricerca e partecipando a conferenze scientifiche di rilievo nazionale e internazionale.
Dal 2007 al 2015 ha tenuto insegnamenti di economia presso il corso di laurea in ingegneria industriale dell’Università degli Studi di Perugia. È attualmente professoressa di seconda fascia presso l’Università degli Studi Guglielmo Marconi, dove dal 2021 è membro della giunta del Dipartimento di Scienze Ingegneristiche.
Le sue ricerche si concentrano principalmente su tematiche legate alla sostenibilità e all'efficienza energetica, al cambiamento climatico e alle fonti di energia rinnovabile. È membro di diverse associazioni internazionali nel campo dell'ingegneria e dell'economia energetica.
Nel corso della sua attività scientifica ha preso parte come relatrice a numerose edizioni delle Conferenze delle Nazioni Unite sui cambiamenti climatici, tra cui quelle di Nairobi (COP12), Copenaghen (COP15), Durban (COP17), Doha (COP18), Lima (COP20), Parigi (COP21).

### Incarichi professionali e consulenze
Oltre all’attività accademica, ha svolto incarichi professionali in ambito tecnico-scientifico ed energetico. È iscritta all’Ordine degli ingegneri della provincia di Perugia dal 2000 ed è stata presidente del Comitato Scientifico di EvK2 Minoprio.
Ha partecipato al programma israeliano Future European Leaders, promosso dal Ministero degli Esteri di Israele, con l’obiettivo di rafforzare la cooperazione scientifica tra Europa e Israele .
Nel 2015 ha collaborato a Expo come Sustainability manager assistant, curando il supporto tecnico-scientifico per la redazione dell’inventario delle emissioni secondo lo standard ISO 14004.
È stata incaricata dalla Conferenza Episcopale Italiana di rappresentare l’Italia presso il Consiglio delle conferenze dei vescovi d’Europa per le tematiche ambientali, e ha fatto parte del gruppo di studio CEI sulla Custodia del Creato. 
Una volta eletta sindaca di Assisi, Proietti ha lasciato tutte le cariche istituzionali e di amministrazione in società, enti ed associazioni per dedicarsi esclusivamente all'amministrazione della città.

### Impegno nell’educazione e nella spiritualità sociale
Dal 2021 fa parte del comitato organizzatore di The Economy of Francesco, progetto promosso dalla Diocesi di Assisi-Nocera Umbra-Gualdo Tadino e presieduto da Domenico Sorrentino.
Nel settembre 2022 ha partecipato all’organizzazione del Global Event, promosso con la collaborazione di istituzioni religiose e civili, tra cui il Comune di Assisi, l’Istituto Serafico, Economia di comunione, il Dicastero per il servizio dello sviluppo umano integrale e la Pro Civitate Christiana. In quell’occasione ha accolto papa Francesco in visita ufficiale nella città.

### Incarichi istituzionali
Nel 2010, su nomina del Ministero degli Affari Esteri, è stata inserita nell’Intergovernmental Panel on Climate Change delle Nazioni Unite come esperta di settore.
Ha inoltre lavorato per il gruppo Pirelli, occupandosi di pianificazione strategica, valutazione degli investimenti e nuove iniziative industriali.

#### Sindaca di Assisi
Alle elezioni comunali del 2016, Proietti si è candidata alla carica di sindaca di Assisi con il sostegno del Partito Democratico e delle liste civiche "Assisi Domani" e "Cristiano Riformisti", ottenendo il 26,32% dei voti al primo turno e accedendo al ballottaggio contro il candidato del centro-destra Giorgio Bartolini (27,24%). Al ballottaggio del 6 giugno viene eletta sindaca. 
Verrà rieletta nel 2021 (sostenuta nuovamente dal PD, dalle sue liste civiche e dal Movimento 5 Stelle) e quello stesso anno viene eletta anche Presidente della Provincia di Perugia.
Durante il mandato da sindaca ha partecipato a numerose iniziative internazionali sui temi della sostenibilità urbana, tra cui le Conferenze delle Nazioni Unite sui cambiamenti climatici di Marrakech (COP22), Bonn (COP23) intervenendo come relatrice sui temi della sostenibilità urbana. È intervenuta in qualità di relatrice istituzionale membro di ICLEI (Amministrazioni locali per la sostenibilità a COP22, COP23 e al Global Climate Action Summit (Patto mondiale delle Nazioni Unite) tenutosi nel 2018 a San Francisco. In quella occasione gestisce un Panel organizzato dal Governatore della California.

#### Presidenza della Regione Umbria
Il 16 agosto 2024 è stata ufficialmente designata come candidata del centro-sinistra alle elezioni regionali umbre, con il sostegno di Partito Democratico, Movimento 5 Stelle, Alleanza Verdi e Sinistra e altre forze civiche.
La candidatura ha ricevuto il sostegno delle liste civiche Umbria Futura (includente membri di Partito Socialista Italiano, Azione, Partito Repubblicano Italiano e +Europa), Umbria Domani, Civici Umbri (includente membri di Italia Viva) e Umbria per la Sanità Pubblica e la Pace (includente membri di Rifondazione Comunista).
Proietti ha vinto le elezioni il 18 novembre con il 51,13% dei voti, staccando di quasi cinque punti la presidente uscente e candidata del centro-destra Donatella Tesei (46,17%)..
Si è insediata ufficialmente come Presidente della Regione Umbria il 2 dicembre 2024 e, il 18 dicembre, ha presentato la nuova giunta, mantenendo per sé le deleghe a sanità, disabilità, protezione civile, ricostruzione e attuazione.